# Dwight Schultz
William Dwight Schultz (Baltimore, Maryland, 1947. november 24. –) amerikai színész. Római katolikus vallású német bevándorló családból származik. Leghíresebb szerepe A szupercsapat századosa Henry Matthew "Howling Mad" Murdock. Szintén híres szerepe Reginald Barclay hadnagy a Star Trek Új Nemzedékben, a Star Trek Voyagerben, de még röviden a Star Trek Kapcsolatfelvételben is feltűnik.

## Filmszerepei
| Év   | Cím                                    | Eredeti cím                                  | Szerep                              |
| ---- | -------------------------------------- | -------------------------------------------- | ----------------------------------- |
| 1982 | Egyedül a sötétben                     | Alone in the dark                            | Dr. Dan Potter                      |
| 1983 | A szupercsapat                         | The A-Team                                   | H.M. 'Howling Mad' Murdock százados |
| 1987 | Perry Mason: A vészjósló szellem esete | Perry Mason: The Case of the Sinister Spirit | Andrew Lloyd                        |
| 1989 | Perry Mason: Muzikális gyilkosság      | Perry Mason: The Case of the Musical Murder  | Tony Franken                        |
| 1989 | Fat Man és Little Boy                  | Fat Man and Little Boy                       | J. Robert Oppenheimer               |
| 1990 |                                        | A Killer Among Us                            | Clifford Gillette                   |
| 1990 | Hosszú az út hazáig                    | The Long Walk Home                           | Norman Thompson                     |
| 1992 |                                        | Child of Rage                                | Rob Tyler                           |
| 1992 | Kísért a múlt                          | Woman with a Past                            | Mick                                |
| 1993 | Ördögi terv                            | Victim of Love: The Shannon Mohr Story       | Dave Davis                          |
| 1993 | A beugró                               | The Temp                                     | Roger Jasser                        |
| 1996 | Nyomoz a páros - A hasonmás            | Hart to Hart: Till Death Do Us Hart          | Peter Donner                        |
| 2000 |                                        | Globehunters                                 | Dr. Burke                           |
| 2004 |                                        | Van Helsing: The London Assignment           | Dr. Jekyll hangja                   |
| 2005 | Ben 10                                 | Ben 10                                       | Dr. Animo hangja                    |
| 2007 | Chowder                                | Chowder                                      | Mung Daal hangja                    |

## További információ
- Dwight Schultz a PORT.hu-n (magyarul)
- Dwight Schultz az Internetes Szinkronadatbázisban (magyarul)
- Dwight Schultz az Internet Movie Database-ben (angolul)
- Dwight Schultz a Rotten Tomatoeson (angolul)